# パンピリョーザ駅
パンピリョーザ駅（ポルトガル語: Estação Ferroviária de Pampilhosa）はポルトガルアヴェイロ県メアリャーダパンピリョーザにある鉄道駅。

## 概要
ノルテ線とベイラ・アルタ線の2路線が乗り入れており、ベイラ・アルタ線の起点駅でもある。2009年まではフィゲイラ・ダ・フォズ線も当駅から分岐していた。

## 歴史
1964年にノルテ線エシュタレジャ駅-タヴェイロ駅間が開通すると同時に開業した。その後1883年7月1日にベイラ・アルタ線が接続し、同年8月3日にフィゲイラ・ダ・フォズ線が接続した
。2009年にフィゲイラ・ダ・フォズ線が廃線となる。

## 駅構造
島式ホーム3面6線を有する地上駅。真ん中のホームのみ幅が広く、そこに駅舎が建っている。駅構内のの出入りは近隣のレプーブリカ通りから跨線橋を介してプラトホームに通じているが、一番西側のホームのみ跨線橋の階段がつながっていない。
その他、2011年1月時点では、構内に180-700メートルの線路が7本ある。

## 駅周辺
- レプーブリカ通り
- パンピリョーザ庭園（Jardim da Pampilhosa）
- ムニシパル・デ・パンピリョーザ市場（Mercado Municipal de Pampilhosa）
- パンピリョーザ教育センター（Centro Educativo Da Pampilhosa）

## 隣の駅
ポルトガル鉄道
インテルシダーデ
コインブラB駅 - パンピリョーザ駅 - アヴェイロ駅
インターレギオナル
コインブラB駅 - パンピリョーザ駅 - メアリャーダ駅
CPレギオナル
ソルゼラス駅/コインブラB駅 - パンピリョーザ駅 - メアリャーダ駅